# 頻率 (物理學)

三個閃動的光圓，從最低頻率（上端）至最高頻率（下端）。

频率（frequency）又稱週率，是物理学上描述某具规律週期性的现象或事件，在每单位时间内（即每秒）重复发生的次数（週期數，即循环次数）；通常以符号 {\displaystyle f} 或 {\displaystyle \nu } 表示。频率的单位采用国际单位制，为赫兹（简写为 Hz）。
设 {\displaystyle \tau } 时间内某事件重复发生 {\displaystyle n} 次，则此事件发生的频率为：
{\displaystyle f={\frac {n}{\tau }}} 赫兹
又因为週期定义为重复事件发生的最小時間间隔，故频率也可以表示为週期（{\displaystyle T}）的倒数：
{\displaystyle f={\frac {1}{T}}} 赫兹
為了方便起見，較長較慢的波，像海洋表面的面波，通常是以週期（单位：秒）來描述其波動性質。較短較快的波，像聲波和無線電波，通常是以頻率（单位：秒-1）來描述其波動性質。
在国际单位制里，频率的单位——赫茲是以德国物理学家海因里希·赫兹（1857年2月22日－1894年1月1日）而命名。1赫茲（Hz）表示事件每一秒发生一次。
除非特别声明，频率一般是指单位时间内週期數的时间频率（temporal frequency），相对于单位长度内週期數的空间频率（spatial frequency）。其他用来表示频率的单位还有：旋转机械器材領域採用的傳統衡量單位為每分鐘轉速（rpm）等；医学上，心率以「次／分钟」（bpm）为单位，而呼吸频率则可以「周期／分钟」（cpm）为单位。

## 測量方法

不同频率的正弦波，下部分比上部分频率高

### 數
通過數算在某時間間隔{\displaystyle \tau }內重複事件發生的次數{\displaystyle n}，就可以獲得這重複事件發生的頻率：
{\displaystyle f=n/\tau }
例如，假若在15秒內發生了71次，則頻率為
{\displaystyle f={\frac {71}{15}}=4.7}Hz
另一種方法是測量這重複事件發生設定次數所需要的時間間隔。不過此方法在計數次數介於零和一次之間時，計數次數會有隨機誤差，會造成計算頻率會有 {\displaystyle \Delta f={\frac {1}{2T_{m}}}} 的誤差，
其中
{\displaystyle T_{m}} 為取樣間隔
{\displaystyle f} 為量測到的頻率
其誤差會隨著頻率而遞減，因此信號在低頻率，而取樣到的次數又小，就會出現類似的問題。例如每秒量測一次頻率0.5Hz（即每兩秒一個週期）的信號，量到的次數會在一次和零次之間變化，需要取平均後才能得到真實的頻率。

### 頻閃觀測器
頻閃觀測器可以用來測量旋轉物體或振動物體的頻率。頻閃觀測器會發射出重複地強烈閃光（頻閃光），其頻率可以用校準計時電路來調整。將頻閃光對準於旋轉物體或振動物體，然後調整閃爍頻率。當頻閃光的頻率等於旋轉頻率或振動頻率時，這物體會在每次頻閃光閃爍的時候，正好完成一個循環，回到同樣位置。所以，這物體看起來好像固定不動。這物體的運動頻率可以從頻閃觀測器的讀出裝置獲得。請注意，假若這物體的運動頻率是閃爍頻率的整數倍數，則這物體也會看起來好像固定不動。

### 頻率計數器
頻率計數器是一種電子儀器，可以用來測量較高頻率。頻率計數器專門測量重複性電子信號。它使用數位邏輯和準確石英計時器來數算在某時間間隔內的信號重複次數。不具有電子屬性的循環過程，像轉軸的旋轉速率、機械振動、聲波，可以用换能器轉換為重複性電子信號。

### 外差法
假若電磁信號的頻率超過頻率計數器的適用域，則可以使用外差法。首先，在未知頻率的附近，選擇一個已知頻率的參考信號，然後，使用二極體將兩個信號混雜在一起，這會造成一個混雜拍信號，其頻率為已知頻率與未知頻率的差值，稱為拍頻或差頻，可以用頻率計數器測量
。當然這方法只能測量兩個信號的頻率的頻差，要獲得未知頻率，必須使用其他方法先知道參考信號的頻率。欲想測量更高頻率，必須經過幾個階段的外差法。最新研究已經將這方法推展至紅外線和可見光頻率。

## 波的频率
衡量声音、电磁波（例如无线电波或者光）、电讯信号或者其他波的频率时，表示每秒波形重复的数量。如果波是声音，频率衡量音符的特性。
频率与波长成反比例关系。频率{\displaystyle f}等于波的速度{\displaystyle v}除以波长{\displaystyle \lambda }：
{\displaystyle f={\frac {v}{\lambda }}}
在真空中电磁波的速度是真空中的光速{\displaystyle c}，方程式就变成:
{\displaystyle f={\frac {c}{\lambda }}}
当波从一种介质傳入另一种介质，频率不变，而波长和相速度会变。
若一波源和觀察者之間有相對運動時，觀察者接受到波的頻率與波源發出的頻率會不相同，此現象稱為多普勒效应，例如當警車靠近觀察者時，觀察者接收到警車的頻率會比警車發出的頻率要高。

## 物理光學

可見光譜只佔有寬廣的電磁波譜的一小部分。

輻射能是電磁波傳播的能源。太陽或電光源都是輻射能的源頭。人類的光學感測器（眼睛）能夠分辨的光波稱為可見光，是由幾種顏色（紅、橙、黃、綠、藍、靛、紫）組成；其中每一種顏色都有特定的頻帶。可見光在整個電磁輻射的頻譜中只佔有一小部分。紫外線（UV）的波長小於可見光，無法以肉眼看到；又紅外線（IR）的波長大於可見光，也必須利用夜視鏡和其他熱感測設備才能觀測得到。小於紫外線波長的電磁輻射有X射線和伽瑪射線。大於紅外線波長的有微波和無線電波，頻帶為兆赫和千赫，以及頻帶為毫赫和微赫的自然波。頻率為2毫赫的波，其波長大約等於從地球到太陽的距離。微赫波的波長大約為0.0317 光年。奈米赫波的波長大約為31.6881光年。
按照波長長短，從長波開始，電磁波可以分類為電能、無線電波、微波、紅外線、可見光、紫外線、X-射線和伽馬射線等等。普通實驗使用的光譜儀就足以分析從2  奈米到2500 奈米波長的電磁波。使用這種儀器，可以得知物體、氣體或甚至恆星的詳細物理性質。這是天文物理學的必備儀器。例如，因為超精細分裂，氫原子會發射波長為21.12公分的無線電波。
人類眼睛可以觀測到波長大約在400 奈米和700  奈米之間的電磁輻射，稱為可見光。

## 物理聲學
聲音是傳播於固體、液體、氣體、等離子體的振動，尤其是指那些人耳能感受到的頻率的振動。對於人類，聽覺頻率範圍限制在大約20赫茲到2萬赫茲（20千赫）之間，上限通常會隨著年齡而減低。其他物種有不同的聽覺頻率範圍。例如，有些犬種能感覺到高至45,000赫茲的振動。聲音是被許多物種用來做為感覺危險、導航、掠食和通訊的主要感官之一。
凡是被詮釋為聲音的機械振動，都能夠穿越處於各種物態的物質。這些能夠傳播聲音的物質稱為介質。聲音不能傳播於真空。

## 信號、系統和頻域

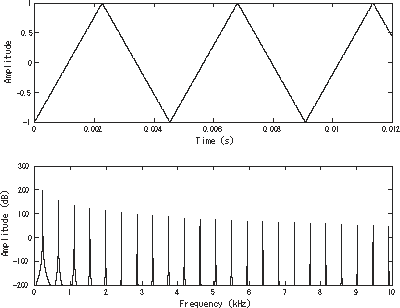
一個三角波在時域（上圖）及頻域（下圖）的圖形。

周期性的信號均有其對應的頻率，而且可以透過傅立葉級數轉換為不同頻率弦波的和。而大部份信號（週期性或非週期性）可以用傅里葉變換轉換成在不同頻率下對應的振幅及相位，此種考慮信號或系統頻率相關部份的分析方式稱為頻域。
許多物理元件的特性會隨著輸入訊號的頻率而改變，例如電容在低頻時阻抗變大，高頻時阻抗變小，而電感恰好相反，高頻時阻抗變大，低頻時阻抗變小。一個線性非時變系統的特性也會隨頻率而變化，因此也有其頻域下的特性，頻率響應是輸入振幅相同，頻率不同的弦波，將各頻率輸出的振幅和相位相對頻率繪製成圖，可以顯示一個系統頻域下的特性。
有些系統的定義是以頻域為準，例如低通濾波器只允許低於一定頻率的訊號通過。

## 不同國家交流電的標準頻率
欧洲、非洲、澳洲、南美洲的南部、亞洲的大部分區域、日本東部、中國大陸及俄國，這些地區的交流电频率都是50 Hz（接近於科學音調記號法下的音符G1，是低三個八度的G）；而北美洲、南美洲的北部、日本西部、朝鮮半島、菲律賓及台灣，這些地區都使用60Hz交流电（大約在音符B♭1與B1之間）。依據在不同地區所使用的交流电频率，在進行錄音的同時所紀錄下來的交流聲可以顯露出進行錄音的位置，例如在歐洲或北美洲。
| 50 Hz mains hum 50 Hz 交流聲 播放此 有问题？请参见 媒體幫助 。 | 60 Hz mains hum 60 Hz 交流聲 播放此 有问题？请参见 媒體幫助 。 |

## 其它種頻率

角頻率等於頻率乘以因子。

- 角頻率 {\displaystyle \omega } 定義為角位移的變率，例如，剛體的旋轉運動、行星繞著太陽公轉。角頻率以方程式定義為：

{\displaystyle \omega \ {\stackrel {def}{=}}\ {\frac {d\theta }{dt}}}
其中，{\displaystyle \theta } 是角位移，{\displaystyle t} 是時間。
- 對於震盪和波動，角頻率 {\displaystyle \omega } 定義為正弦波相位的變率。角頻率的單位為弧度每秒。角頻率與頻率（循環次數每秒）的關係為：

{\displaystyle \omega =2\pi f}
- 空間頻率類比時間頻率，其時間軸替代為一條或多條空間軸。

## 备注
1. ↑  频率以往被含糊地俗称为：“週波数”或“週波”，这是因为在1960年代以前，电磁波被广播电台不精确的计量单位称作“週波（数）”，简称“週”，英语 cycles（Cy./Cyc.），实际上是指 cycles per second（cps），每秒週期数或振荡次数。而“週波”实际上是指具周期性的波动，例如无线电波或电磁波，其振荡从某点开始，完成一个过程后，再回到此点，称为一个週波。
例如：某无线电是 500周波，就是指频率为 500Hz的电磁波，而当时写作 500C，并非较正确的 500cps；又如某电台的“週率”是六十千週（60kc）这种写法，是指低频长波的频率为 60kHz。
1965年时，国际无线电协会决议，将电磁波的计量单位由周波改为赫，Hz 即为明确的 cps，而非含糊的 cycles ，而这一改变就是为了纪念赫兹在电磁波方面的发明创造。

## 參照
- 聽閾
- 带宽
- 共振
- 截止频率
- 降採樣
- 简谐运动
- 谐振子
- 电子滤波器
- 四維頻率
- 逆變器
- 音分
- 音调
- 琴键频率
- 假聲
- 頻域
- 週期性
- 粉红噪声
- 音高
- 音域
- 信令
- 扩频
- 超聲波
- 波长
- 週期
- 哨音